# 2006-os olaszországi parlamenti választások
A 2006-os olaszországi parlamenti választásokat, 2006. április 9 és 10-ei napokon tartották meg, aminek során megválasztották a Képviselőház és  Szenátus tagjait.
A választásokat a balközép koalíció, az Unió nyerte meg, amin 25 ezer szavazattal többet kapott a képviselőházi választáson a jobbközép koalíciónál, azonban a szenátusi szavazáson a jobbközép koalíció 500 ezer szavazattal többet kapott az Uniónál, így is több mandátumhoz jutott az Unió. Ennek oka, hogy az akkor hatályos választási törvény szerint a Szenátus tagjai regionális és nem országos alapon választották meg.

## Választási kampány
A kampányban a balközép vezetője Romano Prodi lett, az Európai Bizottság 1999-2004 közötti elnöke, Olaszország 1996-1998 közötti miniszterelnöke, a jobbközép koalíció jelöltje Silvio Berlusconi, akkori miniszterelnök volt.

### A Szabadság Népe
A jobbközép koalíció a Szabadság Népe néven indult a választáson. A koalíció Silvio Berlusconi miniszterelnökségét támogatta, ám a koalíción belül komoly belső feszültségek és pártszakadások voltak. Az Új Olasz Szocialista Pártnak - amely az egykori Olasz Szocialista Párt tagjaiból állt és vezetője Gianni De Michelis Berlusconi-kormány tárca nélküli minisztere volt - a baloldali szárnya Bobbo Craxi vezetésével kilépett a pártból.
A Keresztény és Centrista Demokraták Uniója (UDC) párt megvonta a koalíciótól a támogatást, mert nem tetszett nekik a hatályos választási törvény, amely a pártlistás szavazáson alapult és a koalíciónak volt előnyös. Ők az arányos képviselt szavazást szerették volna, mert ez a pártnak előnyös lett volna, továbbá kezdeményezték, hogy a jobbközép koalíció is tartson előválasztást a koalíciónak a vezetőjéről. Amikor visszaállították törvényben az arányos szavazási rendszert - amely merőben eltért attól amit az UDC javasolt, akkor a párt teljesen vezetőséget lemondott.

### Az Unió
A balközép Olajfa koalíció 2005-ben nevet váltott és Az Unió néven alakult át. A koalíció vezetője Romano Prodi, az Olajfa egykori listavezetője lett. Prodi azonban hogy hatalmát legitimálja előválasztást jelentett be, amit 2005. október 16-án tartottak meg és Prodit választották meg a koalíció vezetőjévé.

## Választási programok

### Az Unió
Hosszas egyeztetések után a balközép koalíció, 2006. február 10-én tette közzé választási programját. A legfőbb program pontok a következők voltak:
- Jobb közbiztonság, rendőrségi források átcsoportosításával
- Ellenőrzött bevándorlás és Olaszország mint bevándorlási célpont népszerűsítése
- Gyorsabb, megbízhatóbb igazságszolgáltatás
- Fekete munkáltatás elleni harc
- Európai Unióval való nagyobb integráció
- Élettársi kapcsolat bevezetése
- Olasz csapatok azonnali visszavonása Irakból
- Rugalmas munkavégzés törvényi szabályozása
- Ideiglenes állásokra magas adó kivetése

### Szabadság Népe
A Szabadság Népe 2006. február 25-én jelentett meg választási programját:
- A régióknak a fiskális autonómia bővítése
- Nagy beruházások véghez vitele, többek közt A Messinai-szoros hídja megépítése
- Kis és családi vállalkozások támogatása, az exportban Made in Italy megjelölés bevezetése az olasz termékekre.
- Adócsökkentés
- USA-val való kapcsolat rendezése és az európai uniós kötelezettségek felülvizsgálata
- Házasságon alapuló családok értékeinek védelme
- Szigorúbb büntetőjog
- Munkahelyteremtés a fiatal, pályakezdő olaszoknak és a nőknek
- Bevándorlás korlátozása

## Választási koalíciók
| Koalíció | Koalíció       | Párt neve                                                                | Párt neve                    | Ideológia                  | Párt elnök        |
| -------- | -------------- | ------------------------------------------------------------------------ | ---------------------------- | -------------------------- | ----------------- |
|          | Az Unió        |                                                                          | Baloldal Demokratái (DS)     | Szociáldemokrácia          | Piero Fassino     |
|          | Az Unió        | Demokrácia a Szabadság – Margaréta (DL)                                  | Szociálliberalizmus          | Francesco Rutelli          |                   |
|          | Az Unió        | Kommunista Újraalapítás Pártja (PRC)                                     | Kommunizmus                  | Fausto Bertinotti          |                   |
|          | Az Unió        | Rózsa az Ökölben (RnP)                                                   | Szociálliberalizmus          | Emma Bonino                |                   |
|          | Az Unió        | Olasz Kommunisták Pártja (PdCI)                                          | Kommunizmus                  | Oliviero Diliberto         |                   |
|          | Az Unió        | Értékek Olaszországa (IdV)                                               | Korrupcióellenesség          | Antonio Di Pietro          |                   |
|          | Az Unió        | Zöldek Szövetsége (FdV)                                                  | Zöld politika                | Alfonso Pecoraro Scanio    |                   |
|          | Az Unió        | Demokraták Európáért Uniója (UDEUR)                                      | Kereszténydemokrácia         | Clemente Mastella          |                   |
|          | Az Unió        | Olasz Nyugdíjasok Pártja (PP)                                            | Nyugdíjasok érdekképviselete | Carlo Fatuzzo              |                   |
|          | Az Unió        | Olasz Szocialisták (IS)                                                  | Szociáldemokrácia            | Bobo Craxi                 |                   |
|          | Az Unió        | Déltiroli Néppárt (SVP)                                                  | Regionalizmus                | Luis Durnwalder            |                   |
|          | Az Unió        | Autonómia Szabadság Demokrácia (ALD)                                     | Regionalizmus                | Roberto Nicco              |                   |
|          | Szabadság Népe |                                                                          | Forza Italia (FI)            | Liberális konzervativizmus | Silvio Berlusconi |
|          | Szabadság Népe | Nemzeti Szövetség (AN)                                                   | Nemzeti konzervativizmus     | Gianfranco Fini            |                   |
|          | Szabadság Népe | Keresztény és Centrista Demokraták Uniója (UDC)                          | Kereszténydemokrácia         | Pier Ferdinando Casini     |                   |
|          | Szabadság Népe | Északi Liga – Mozgalom az Autonómiáért (LN–MpA)                          | Regionalizmus                | Umberto Bossi              |                   |
|          | Szabadság Népe | Kereszténydemokraták az Autonómiáért – Új Olasz Szocialista Párt (DC–PS) | Centrizmus                   | Gianni De Michelis         |                   |
|          | Szabadság Népe | Szociális Alternatíva (AS)                                               | Olasz nacionalizmus          | Alessandra Mussolini       |                   |
|          | Szabadság Népe | Háromszínű Láng                                                          | Neofasizmus                  | Luca Romagnoli             |                   |
|          | Szabadság Népe | Euroellenes Mozgalom (NE)                                                | Euroszkepticizmus            | Renzo Rabellino            |                   |

## Televíziós viták
A televíziós vitákat Romano Prodi és Silvio Berlusconi között tartották meg.

### 1. vita: 2006. március 14.
Az első vitát 2006. március 14-én tartották meg a Rai Uno csatornán, aminek moderátora Clemente Mimum, a TG1 igazgatója volt. A kérdező újságírók Roberto Napoletano, az Il Messaggiero és Marcello Sorgi a La Stampa képviselői voltak. A műsort 16 millión nézték.

### 2. vita: 2006. április 4.
A második vitát  2006. április 4-én tartották meg, aminek moderátora Bruno Vespa volt és ugyanazok az újságírók voltak a vitán, akik az előző vitán is jelen voltak.